# 臨床心理學
臨床心理學（英語：Clinical psychology）是應用心理學的一個一個學門，以心理失常者為研究對象，並從事心理疾病的診斷、治療及預防等工作。臨床心理學主要是應用心理測量工具及心理治療作為診斷及治療。臨床心理學的專業領域涉及研究、教學及各種業務，它應用心理學上的原理、方法及程序，以之理解、預測及緩解個體在理智、情緒、生物、心理、社會及行為上的適應不良、失能及不適，它被施用於廣大範圍的個案人口。臨床心理學的應用是整合了科學、理論和實際，以求理解和緩解個體的適應不良、失能及不適，以及促進人們的適應、調節及個人發展。臨床心理學把焦點放在人們生活運作的理智、情緒、生物、心理、社會及行為等層面上，它涉及整個生命過程，在各式各樣文化中及在所有社經水平上。世界上多個國家已經將臨床心理學列為需要註冊的精神健康專業之一。
多數認為臨床心理學是1896年由萊特那·維特莫在賓夕法尼亞大學建立世界上第一所心理診所開始。現今臨床心理學主要應用的心理療法的流派計有：心理分析、人本主義、認知行為學派、家庭及系統治療等。

## 理論和介入
臨床心理學家會與受助者（包括個人、夫婦、家庭或小組）建立關係和組織治療聯盟，並透過一連串治療程序和技巧以探索心理問題或困擾，以及協助受助者自發地尋找新的思想，感覺和行為來達到治療目的。
臨床心理學家主要使用的理論包括：
- 心理分析學說
- 人本主義學說
- 認知行為學說
- 家庭系統學說

## 外部連結
- 台灣臨床心理學會 （页面存档备份，存于）
- 香港心理學會臨床心理學組 （页面存档备份，存于）
- 美國心理學會-臨床心理學組 （页面存档备份，存于）

1. ↑  黃淑玲. . 中山醫學大學. 2022-08-01  [2024-08-21]. （原始内容存档于2024-08-21）.
2. ↑  McReynolds, P. . APAPsycNet. 1996  [2024-08-21]. （原始内容存档于2024-08-21） （英语）.